# Schlairdorf
Schlairdorf ist ein Gemeindeteil der Gemeinde Lengdorf im Landkreis Erding in Oberbayern.

## Geographie
Die Einöde liegt 3,3 Kilometer nordwestlich von Lengdorf und 550 Meter nordöstlich von Obergeislbach entfernt.

## Geschichte
Der unscheinbare Ort Schlairdorf hat eine große Geschichte hinter sich. Die Einöde wurde 1184/85 erstmals in den Traditionen des Hochstifts Freising mit Vlricus proco de ampt ze Slagedorf erwähnt. In dieser Urkunde wurde das urbayerische Schergenamt Schlairdorf (im Pfleggericht Erding) des Herzogtums Bayern verzeichnet. Weitere namentlich angegebene Amtmänner des bis zur Mediatisierung Bayerns im Jahr 1803 bestehenden Schergenamts waren 1410 Liebhardt und 1531 Wolfgang Hörl (zur Einführung der Türkensteuer). Zum Schergenamt Schlairdorf gehörten die Obmannschaften Matzbach, Kuglern, Rogglfing, Watzling und Lengdorf. Im Zuge der Neuordnung Bayerns (Gemeindeedikt 1818) wurde der Ort der Gemeinde Matzbach und somit dem Bezirksamt Erding zugeschlagen. Am 1. Mai 1978 kam Schlairdorf mit der Gemeinde Matzbach im Zuge der Gemeindegebietsreform zur Gemeinde Lengdorf.

### Bevölkerungsentwicklung
Bei der Volkszählung 1871 gab es in Schlairdorf 7 Gebäude und 11 Einwohner, bei der Viehzählung 1873 gab es 7 Pferde und 15 Rinder. Im Mai 1987 lebten dort 6 Einwohner in einem Wohngebäude.
| Jahr      | 1871 | 1925 | 1950 | 1970 | 1987 |
| Einwohner | 11   | 10   | 8    | 3    | 6    |

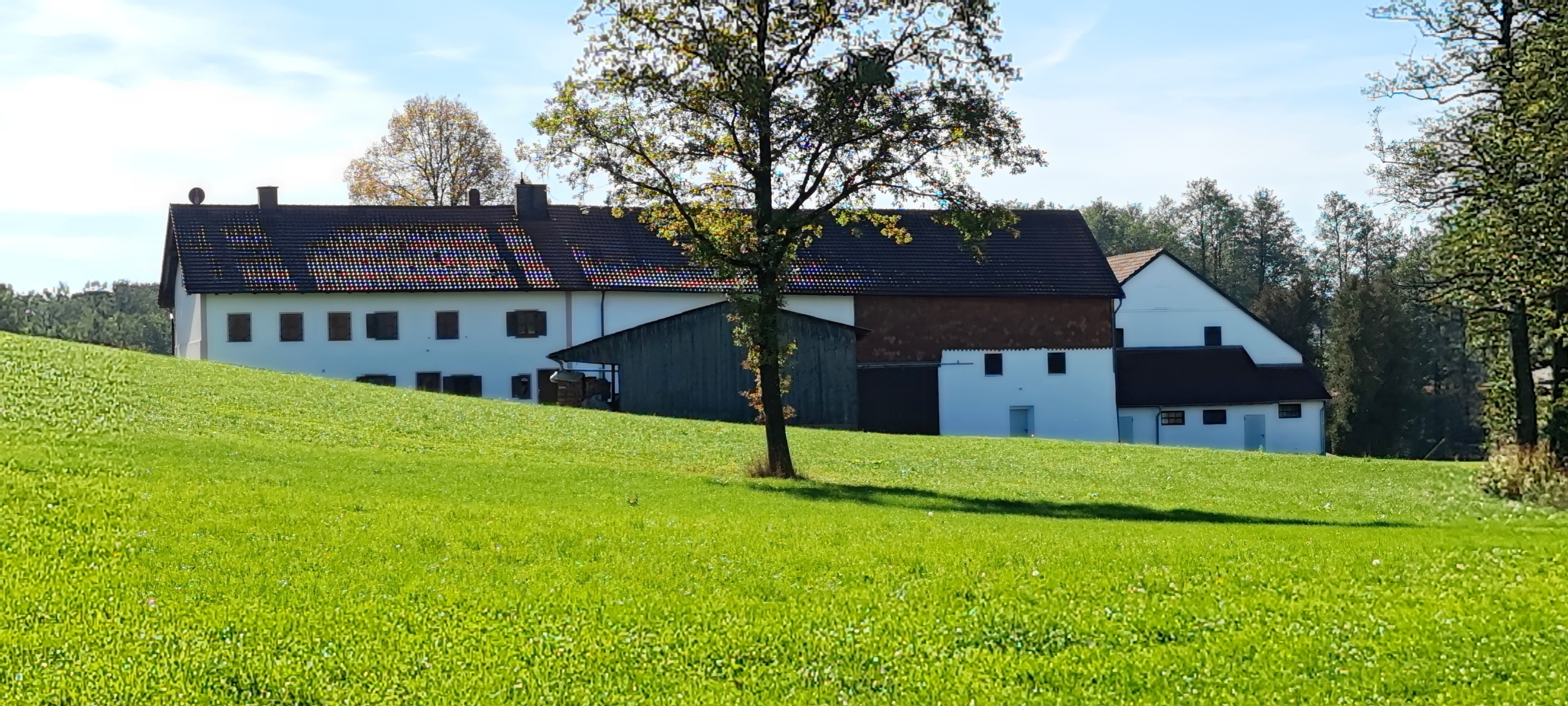
Schlairdorf von Nord
Schlairdorf von Westnordwesten